# Aéroport international Ian Fleming
L'aéroport international Ian Fleming (anciennement aérodrome de Boscobel ) (code IATA : OCJ • code OACI : MKBS) est un aéroport international situé à Boscobel, paroisse de Saint Mary, Jamaïque, 10 km (6 mi)     est  d'Ocho Rios, dans le nord de la Jamaïque. L'aéroport dessert les États-Unis et d'autres îles des Caraïbes. Il doit son nom à Ian Fleming, le créateur des romans James Bond, dont le domaine de Goldeneye est situé dans la paroisse St Mary.  

## Situation
| Kingston Montégo Bay Ocho Rios Negril |

## Compagnies aériennes et destinations
| Compagnies             | Destinations                |
| ---------------------- | --------------------------- |
| InterCaribbean Airways | Montego Bay-Donald Sangster |

## Statistiques passagers
Le tableau suivant montre le nombre de passagers utilisant l'aéroport chaque année de 1997 à 2001. 
|               | 1997   | 1998   | 1999   | 2000   | 2001   |
| ------------- | ------ | ------ | ------ | ------ | ------ |
| Les passagers | 11 539 | 15 944 | 23 638 | 23 483 | 22 410 |